# São João do Araguaia
São João do Araguaia est une municipalité brésilienne située dans l'État du Pará.

## Personnalités
- Tiago Alves (1993-), footballeur brésilien né à São João do Araguaia.